# OS/370
OS/370 — сленгова назва OS/VS, — портованої для архітектури IBM System/370 операційної системи OS/360.
Назву OS/370 також застосовували до OS/VS2 MVS і MVS/SP версії 1.
Назву OS/370 іноді — невірно — застосовують як синонім назви операційної системи VM для машин ряду System/370, хоча VM лише створювала віртуальні машини і забезпечувала можливість виконання на кожній з віртуальніх машин іншої операційної системи, таких, як діалогова система CMS або система OS/VS тощо.